# Moja niewidzialna siostra
Moja niewidzialna siostra – amerykański film produkcji Disney Channel z kanonu Disney Channel Original Movies. W główne role wcielają się Paris Berelc z serialu Oddział specjalny oraz Rowan Blanchard z serialu Dziewczyna poznaje świat. Film miał swoją premierę w USA dnia 9 października 2015 roku, natomiast polska premiera filmu odbyła się 26 lutego 2016 roku.

## Fabuła
Nadchodzi Halloween. Podczas jednego nieudanego eksperymentu Cleo, jej starsza siostra, Molly staje się niewidzialna. Cleo musi to odkręcić z pomocą swojego najlepszego przyjaciela, George’a.

## Obsada
- Rowan Blanchard jako Cleo
- Paris Berelc jako Molly
- Karan Brar jako George
- Rachel Crow jako Nikki
- Austin Fryberger jako Coug
- Will Meyers jako Carter
- Alex Desert jako pan Perkins

## Wersja polska
Wersja polska: SDI Media Polska

Reżyseria: Joanna Węgrzynowska-Cybińska

Tłumaczenie i dialogi: Anna Izdebska

Udział wzięli:
- Natalia Jankiewicz – Cleo
- Franciszek Dziduch – George
- Julia Chatys – Molly
- Zbigniew Dziduch – komentator meczu
- Karol Dziuba – Coug
- Agnieszka Fajlhauer – mama Cleo i Molly
- Amelia Natkaniec – Nikki
- Otar Saralidze – Carter
- Krzysztof Plewako-Szczerbiński – tata Cleo i Molly
- Joanna Węgrzynowska-Cybińska – stara kobieta
- Jakub Wieczorek – pan Perkins
- Klaudia Kuchtyk – gwary i epizody
- Marta Markowicz – gwary i epizody
- Dominika Sell – gwary i epizody
- Anna Wojciechowska – gwary i epizody
- Łukasz Węgrzynowski – gwary i epizody
- Maksymilian Michasiów – gwary i epizody

i inni
Lektor: Paweł Bukrewicz